# Ralf Dahrendorf

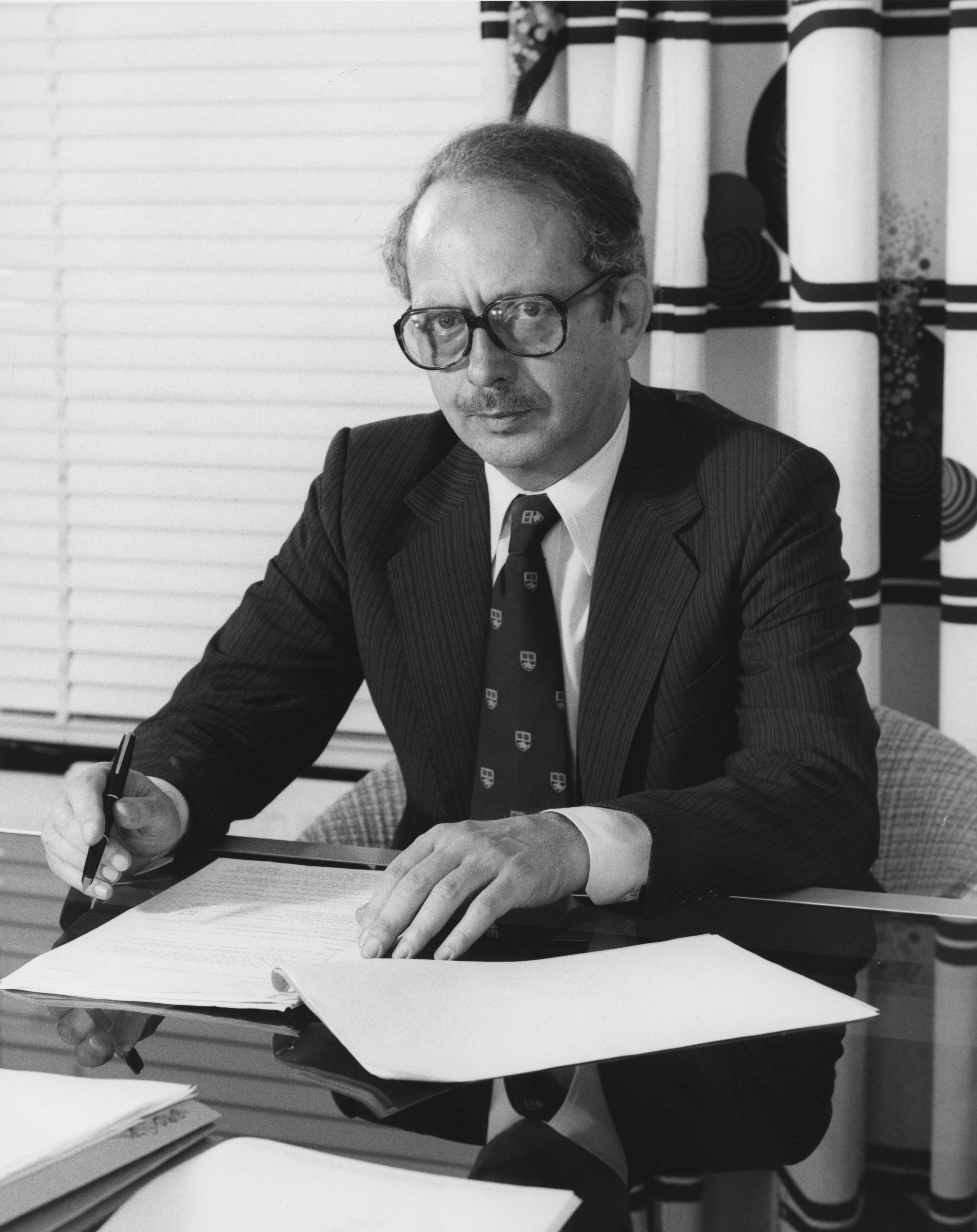
Ralf Dahrendorf (1980)

Ralf Gustav Dahrendorf, Baron Dahrendorf, KBE, FBA, (* 1. Mai 1929 in Hamburg; † 17. Juni 2009 in Köln) war ein deutsch-britischer Soziologe, Publizist und Politiker (FDP). Er war Vorsitzender der Deutschen Gesellschaft für Soziologie, Mitglied des Deutschen Bundestages, parlamentarischer Staatssekretär im Auswärtigen Amt, Mitglied der Europäischen Kommission, Direktor der London School of Economics and Political Science, Mitbegründer der Universität Konstanz und Mitglied des britischen House of Lords.

## Leben

### „Drittes Reich“ und Nachkriegsjahre
Ralf Dahrendorf wurde 1929 als Sohn des Genossenschafters und SPD-Reichstagsabgeordneten Gustav Dahrendorf (1901–1954) und dessen Frau Lina, geb. Witt (1902–1980), in Hamburg geboren. Sein Vater wurde, nachdem er gegen das Ermächtigungsgesetz vom 24. März 1933 gestimmt hatte, nach kurzer Haft arbeitslos. 1935 wurde Ralf Dahrendorf in Berlin eingeschult und besuchte ab 1938 das Gymnasium. 1941 siedelte er mit seiner Familie nach Buckow um. In dem von Karl Pflug geleiteten Internat Deutsche Heimschule Waldsieversdorf (ursprünglich: Pädagogium Waldsieversdorf) war er als 14-Jähriger Mitverfasser von Flugblättern gegen den Nationalsozialismus. Als sein Vater, der im sozialdemokratischen Untergrund agitierte, nach dem Attentat vom 20. Juli 1944 inhaftiert wurde, flog im November 1944 diese Tätigkeit auf, und Dahrendorf sollte im Gefängnis in Frankfurt (Oder) interniert werden. Dies lehnten aber die dortigen Aufseher mit Hinblick auf seine Jugend ab. So wurde er in das Arbeitserziehungslager bei Schwetig verbracht, wo er bis zum Eintreffen der Roten Armee festgehalten wurde.
Weil sein Vater die Zwangsvereinigung von SPD und KPD in der sowjetischen Besatzungszone 1946 nicht mitvollziehen wollte und sich damit gegen Otto Grotewohl stellte, siedelte die Familie auf Anraten der US-amerikanischen Besatzungsmacht von Berlin nach Hamburg um, wo Dahrendorf sein Abitur nachholte. Zu Beginn des Jahres 1948 nahm er an einem politischen Lehrgang im englischen Wilton Park teil.

### Studium und Universitätskarriere
Er studierte danach Philosophie und Klassische Philologie an der Universität Hamburg. Seine wichtigsten Lehrer waren der Klassische Philologe Ernst Zinn und der Philosoph Josef König. 1952 promovierte er dort zum Dr. phil. mit der Arbeit Der Begriff des Gerechten im Denken von Karl Marx. 1952 bis 1954 studierte er an der London School of Economics (LSE), wo er Karl Popper hörte und zusammen mit David Lockwood und Basil Bernstein einem Kreis von Ph.D.-Studenten angehörte, die von dem Soziologen A. H. Halsey betreut wurden. Als sein Doktorvater an der LSE fungierte Thomas H. Marshall. Vom 1. Juli bis 31. August 1954 war er als wissenschaftlicher Assistent von Max Horkheimer im Frankfurter Institut für Sozialforschung beschäftigt. Dass er es bereits nach zwei Monaten wieder verließ, hing nach Auskunft Theodor W. Adornos mit einem glänzenden Angebot der Universität Saarbrücken zusammen; zudem fühlte er sich theoretisch „uns nicht zugehörig“, wie Adorno an Horkheimer schrieb.
Neben seiner in Großbritannien unter dem Titel Unskilled Labour in British Industry (1956) veröffentlichten Dissertation arbeitete er bereits dort an seiner Schrift Soziale Klassen und Klassenkonflikt in der industriellen Gesellschaft, die er 1957 als Habilitationsschrift der Universität des Saarlandes in Saarbrücken vorlegte. Von 1958 bis 1960 lehrte er als Professor für Soziologie an der Akademie für Gemeinwirtschaft in Hamburg und hielt zugleich Vorlesungen an der Universität Hamburg. Von dort wurde er dann an die Universität Tübingen und danach an die Universität Konstanz berufen, zu deren Gründervätern er gezählt wird.

### Politisches Engagement in der FDP

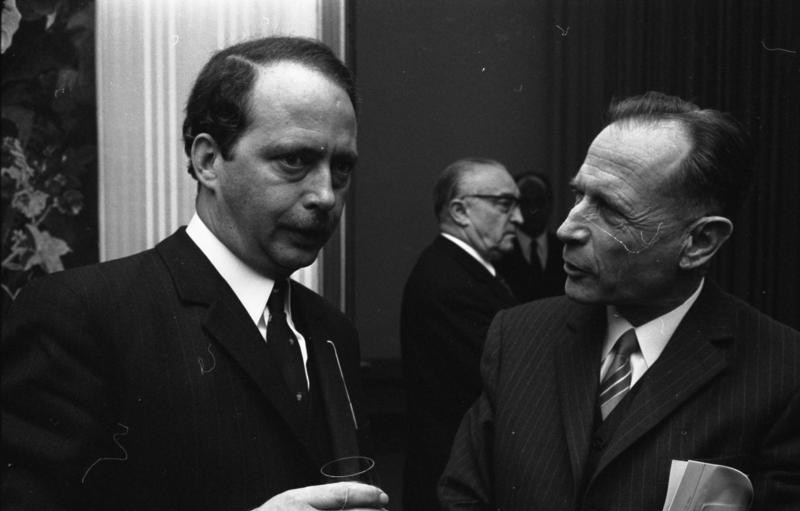
Ralf Dahrendorf (links) 1970 im Gespräch mit Klaus Mehnert

Obwohl Dahrendorf nach dem Krieg zunächst der SPD – und kurzzeitig auch dem damals von Helmut Schmidt geführten SDS in der Britischen Besatzungszone – angehört hatte, wurde er in seinem politischen Wirken vor allem als Vordenker des Liberalismus bekannt. Nachdem er zuvor bereits einmal auf einer regionalen Liste für die Freidemokraten kandidiert hatte, wechselte er 1967 endgültig zur FDP. Zusammen mit dem damaligen Generalsekretär Karl-Hermann Flach war er maßgeblich an der programmatischen Neuausrichtung der Partei in den späten 1960ern und frühen 1970ern beteiligt. Bekannt wurde er auch durch öffentliche Diskussionen mit den Protagonisten der 68er-Bewegung wie zum Beispiel auf dem Freiburger FDP-Bundesparteitag 1968 mit Rudi Dutschke.
1968 zog Dahrendorf für die Liberalen als Abgeordneter in den Landtag von Baden-Württemberg ein. Am 28. Oktober 1969 legte er sein Mandat nieder, als er über die Landesliste in den Deutschen Bundestag gewählt wurde, den er bereits am 25. August 1970 wieder verließ. Er war kurze Zeit in der ersten Regierung Brandt als Parlamentarischer Staatssekretär im Auswärtigen Amt tätig. 1970 wechselte er als Kommissar für Außenhandel in die EG-Kommission Malfatti nach Brüssel. In der Kommission Ortoli war er bis zu seinem Rücktritt 1974 für Forschung, Wissenschaft und Bildung zuständig.
1988 trat Dahrendorf aus der FDP aus und im selben Jahr in die britische Liberal Democrats Partei ein. Im Jahre 2008 antwortete er auf die Sonntagsfrage, dass er „angesichts des aktuellen Angebots FDP wählen würde“.

### Weitere universitäre und gesellschaftliche Karriere ab 1974
1974 kehrte Dahrendorf in die Wissenschaft zurück und leitete bis 1984 die renommierte London School of Economics (LSE). 1975 wurde er in die American Academy of Arts and Sciences gewählt, 1977 in die National Academy of Sciences. Von 1984 bis 1986 lehrte er an der Universität Konstanz und 1986–1987 an der Russell Sage Foundation in New York. Von 1987 bis 1997 war er Rektor (Warden) des St Antony’s College der University of Oxford und von 1991 bis 1997 zudem Prorektor (Pro-Vice-Chancellor) der dortigen Universität.
Am 23. September 1982 wurde er von Königin Elisabeth II. als Knight Commander des Order of the British Empire (KBE) ausgezeichnet. Als Ausländer erhielt er diese Auszeichnung als Knight zunächst nur ehrenhalber. Erst nachdem er 1988 neben der deutschen auch die britische Staatsbürgerschaft angenommen hatte, wurde der mit der Auszeichnung verbundene, aber ausschließlich Untertanen des britischen Monarchen vorbehaltene Ritterschlag durch die Königin 1989 nachgeholt, womit er die Nobilitierung in den persönlichen Adelsstand mit dem Prädikat „Sir“ erlangte. Am 15. Juli 1993 wurde er als Baron Dahrendorf, of Clare Market in the City of Westminster, zum Life Peer erhoben und erhielt dadurch einen Sitz im House of Lords. Die territoriale Widmung des Titels, die Dahrendorf, wie üblich, selbst wählte, weist auf seine Verbundenheit mit der London School of Economics hin, hat aber auch eine humoristische Note: Clare Market ist ein Platz bei der LSE, der als Parkplatz dient. Im House of Lords gehörte er zunächst der Fraktion der Liberal Democrats an; seit 2004 war er parteiloser Crossbencher. Er nahm aktiv an der Arbeit des House of Lords teil und wirkte unter anderem als Vorsitzender der Commission on Wealth Creation and Social Cohesion (1995) und als langjähriger Vorsitzender des Select Committee on Delegated Powers and Regulatory Reform (bis Herbst 2006).
1982 bis 1987 war Dahrendorf außerdem Vorsitzender der FDP-nahen Friedrich-Naumann-Stiftung. Von 1983 bis 1987 war er Mitherausgeber der Zeitschrift liberal. In Deutschland war er als Berater der Badischen Zeitung tätig.
Dahrendorf erhielt 1989 den Sigmund-Freud-Preis für wissenschaftliche Prosa. Er war Botschafter der Initiative Neue Soziale Marktwirtschaft. 1997 wurde ihm der Theodor-Heuss-Preis für sein politisches und geisteswissenschaftliches Lebenswerk verliehen und von 1996 bis 2006 stand er als Gründungsvorsitzender dem Kuratorium der Stiftung Bundespräsident-Theodor-Heuss-Haus vor.  2002 wurde er als erster Preisträger mit dem Walter-Hallstein-Preis der Universität Frankfurt, der Stadt Frankfurt und der Dresdner Bank ausgezeichnet.

### Letzte Jahre

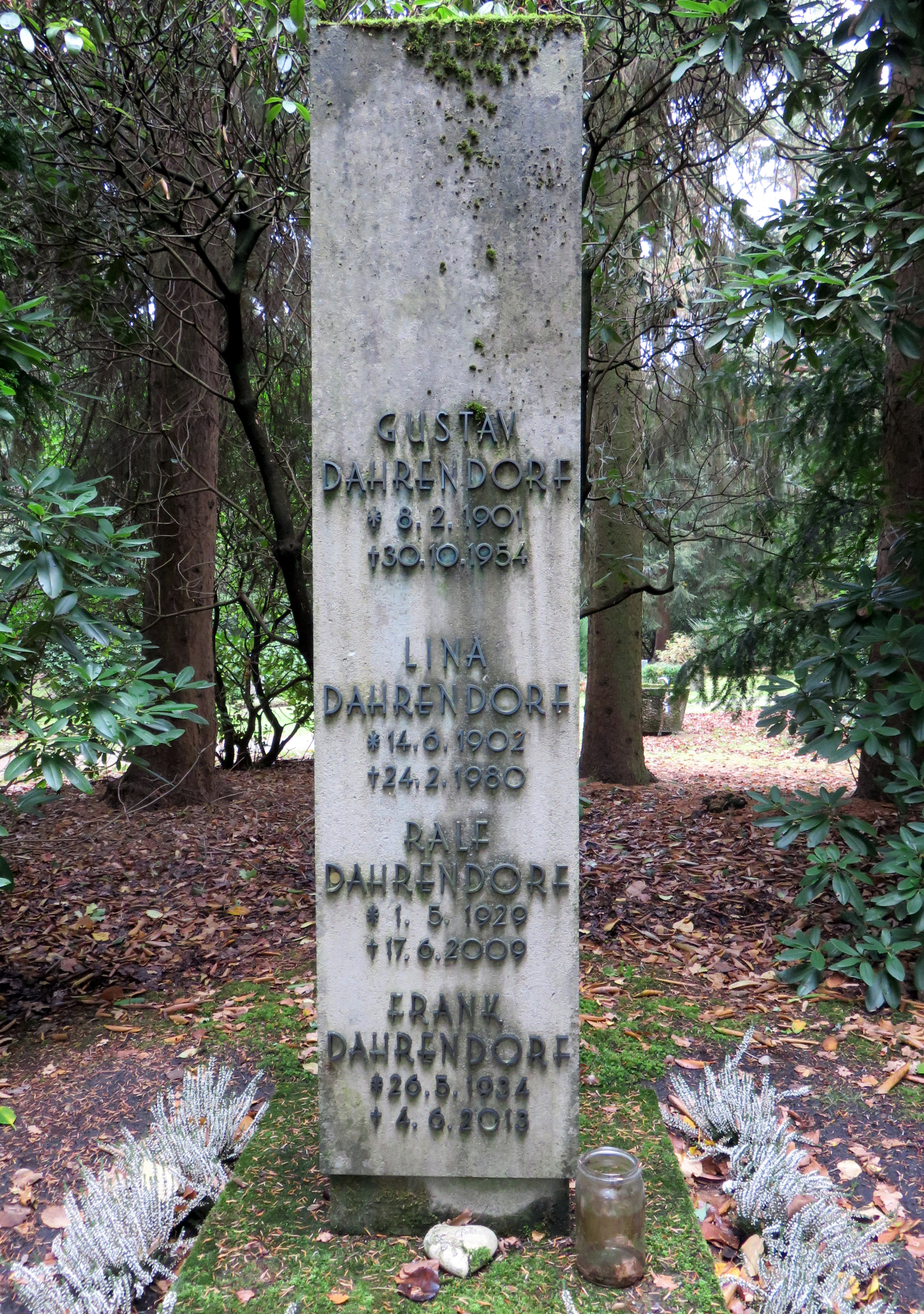
Grabstein Dahrendorf auf dem Friedhof Ohlsdorf

Zwischen 1969 und 2002 nahm Dahrendorf an insgesamt sieben Bilderberg-Konferenzen teil, vor allem zwischen 1969 und 1977, als er viermal teilnahm.
Ab Januar 2005 war er Forschungsprofessor am Wissenschaftszentrum Berlin für Sozialforschung. Von 2006 bis zu seinem Tod 2009 war Dahrendorf Vorsitzender der Jury zur Vergabe des Gerda Henkel Preises. 2007 wurde er mit dem Prinz-von-Asturien-Preis in der Sparte Sozialwissenschaften ausgezeichnet.
Am 4. April 2008 wurde Dahrendorf durch den Ministerpräsidenten Jürgen Rüttgers (CDU) zum Vorsitzenden der neuen Zukunftskommission der nordrhein-westfälischen Landesregierung berufen. 2009 erhielt er den Schader-Preis. Er war auch Ehrenpräsident der Deutsch-Britischen Gesellschaft. Dahrendorf lebte in London und in Bonndorf im Schwarzwald.
Am 17. Juni 2009 starb Dahrendorf im Alter von 80 Jahren. Er wurde auf dem Friedhof Ohlsdorf in Hamburg im Planquadrat Y 12 südlich der Norderstraße beigesetzt.

## Werk
Dahrendorfs früheste Publikationen beschäftigten sich mit Fragen der Industrie- und Betriebssoziologie.
Viele Schüler kennen Dahrendorfs Arbeiten durch das „Dahrendorfhäuschen“, eine Darstellung der Schichtung der Bevölkerung in der Bundesrepublik Deutschland. Theoretisch Interessierten ist er als Vertreter der Konfliktsoziologie, durch seine Beiträge zur Rollentheorie und teilweise auch durch seine Beteiligung am sogenannten Positivismusstreit in der deutschen Soziologie bekannt, in dem die Philosophen Karl Popper und Theodor W. Adorno in Tübingen aufeinandertrafen.
Bereits mit seiner Habilitationsschrift Soziale Klassen und Klassenkonflikt in der industriellen Gesellschaft (1957), die im Schulenstreit zwischen marxistischer Soziologie und Strukturfunktionalismus einen „dritten Weg“ zu öffnen versprach, wurde er in der deutschen Soziologie bekannt, in weit stärkerem Maße dann im angelsächsischen Sprachbereich (viele seiner Werke erschienen in englischer Übersetzung).
Mit einer Reihe von Aufsätzen – zusammengefasst in dem Band Gesellschaft und Freiheit (1961) – begründete er eine soziologische Konflikt- und Herrschaftstheorie, die sich als Gegenentwurf zur strukturfunktionalen Gesellschaftstheorie von Talcott Parsons und seinen Schülern verstand. Darin begriff er Konflikte nicht als „dysfunktionale“, die gesellschaftliche Ordnung störende Phänomene, sondern als „eine hervorragende schöpferische Kraft“ des sozialen Wandels.
Zum geflügelten Wort wurde der Titel seines Buches Bildung ist Bürgerrecht (1965) über deutsche Bildungsdefizite, die er als Bedrohung für die bundesdeutsche Demokratie wertete. Er lieferte damit wesentliche Argumente für eine Bildungsexpansion.
Mit dem Konzept des homo sociologicus führte er auch die Rollentheorie in die deutschsprachige Soziologie ein. Der Übergang vom innovativen, klaren und beredten akademischen Lehrer zum Akteur der Politik während der Zeit der Studentenrevolte, seine unter freiem Himmel geführte Diskussion mit Rudi Dutschke, überraschten die Fachwelt.
Er galt als Verfechter des politischen Liberalismus, den er durch die „Zerstörung der Ligaturen“ (Bindungen) in der Gesellschaft gefährdet sah. Hinsichtlich der Wirtschaftsordnung vertrat er Positionen des Ordoliberalismus, aber bis zu seinem Lebensende auch das Konzept eines bedingungslosen Grundeinkommens („Bürgergeld“).
Als zeitkritischer Intellektueller nahm er zu vielen aktuellen Fragen Stellung, seine besondere Aufmerksamkeit galt den Umwälzungen in Osteuropa (Betrachtungen über die Revolution in Europa, 1990) sowie den Entwicklungen nach 1989 und in Europa. Als „Summe meiner Sozialwissenschaft“ bezeichnete er seinen umfangreichen Essay Der moderne soziale Konflikt (1992), der seine Hauptthemen – soziale Klassen und Konflikt, Anrechte und Lebenschancen, Bürgergesellschaft und Weltbürgertum – in einen konsistenten Zusammenhang stellt.
In seinen Werken Engagierte Beobachter (2005) und Versuchungen der Unfreiheit (2006) setzte er sich mit dem Phänomen der Intellektuellen in Zeiten der Prüfung auseinander, die dem Totalitarismus (zeitweise) verfallen waren, und mit jenen, die sich immer von Ideologien abgrenzten. Er stellte die These auf, dass das Votum letzterer auf vier Säulen beruhe: den Fähigkeiten, unabhängiges Denken strikt zu verfolgen und die Widersprüche und Konflikte der Gesellschaft auszuhalten, auf einer akribischen engagierten Beobachtungsweise sowie auf der Anerkennung der Vernunft als Grundlage jeder Theorie und Praxis.
Als große Beispiele eines solchen auf Freiheit beruhenden eigenständigen zielbewussten Denkens nannte er Karl Popper, Raymond Aron und Isaiah Berlin, die ihn prägten. Nach Dahrendorfs Ansicht hat bereits der Humanist Erasmus von Rotterdam diese Art des Denkens im 15. Jahrhundert begründet und kann den modernen Intellektuellen somit als Vorbild dienen. Zu den von ihm so genannten Erasmus-Intellektuellen zählte er außerdem in unterschiedlichen Abstufungen u. a. Arthur Koestler und Manès Sperber, beide ehemalige Kommunisten, die als Kritiker des Stalinismus bekannt wurden, sowie Norberto Bobbio, Jan Patočka, Hannah Arendt und Theodor W. Adorno.
Die standhaften freiheitlichen Intellektuellen im Denken und Handeln stellten nach Dahrendorf im 20. Jahrhundert nur eine Minderheit dar, viele seien den zahlreichen Versuchungen der Unfreiheit erlegen. Dahrendorf betrachtete Großbritannien als liberale Gesellschaft (Erasmus-Land), die als offene Gesellschaft auf einem common sense beruhe und mit der sich der Autor als Liberaler mehr oder weniger identifizierte.

## Auszeichnungen (Auszug)
- 1974: Großes Verdienstkreuz mit Stern und Schulterband der Bundesrepublik Deutschland
- 1974: Großkreuz des Verdienstordens des Großherzogtums Luxemburg
- 1975: belgisches Großkreuz des Ordens Leopolds II.
- 1975: Großes Goldenes Ehrenzeichen am Bande für Verdienste um die Republik Österreich[20]
- 1982: Honorary Knight Commander des Order of the British Empire (Großbritannien)
- 1988: Knight Commander des Order of the British Empire (Großbritannien)
- 1993: Life Peer als Baron Dahrendorf (Großbritannien)
- 1994: Reinhold-Maier-Medaille der Reinhold-Maier-Stiftung
- 1997: Theodor-Heuss-Preis
- 1999: Verdienstmedaille des Landes Baden-Württemberg
- 1999: Ehrensenator der Universität Hamburg[21]
- 2002: Großkreuz des Verdienstordens der Italienischen Republik (Italien)
- 2002: Walter-Hallstein-Preis[22]
- 2003: Orden Pour le Mérite
- 2007: Prinz-von-Asturien-Preis
- 2009: Schader-Preis (Deutschland)

## Weitere Ehrungen
Seit 2011 wird alle zwei Jahre der Ralf-Dahrendorf-Preis für ausgezeichneten Lokaljournalismus vergeben. Gestiftet wird dieser durch Christian H. Hodeige und Wolfgang Poppen, den Verlegern der Badischen Zeitung. Prämiert werden „deutschsprachige Beiträge, die in vorbildlicher Weise erklären, wie Demokratie auf lokaler Ebene funktioniert“.

## Schriften
Dahrendorfs Buchnachlass wurde 2010 von seiner Witwe, der Ärztin Christiane Dahrendorf, in die Obhut der Universitäts- und Landesbibliothek Bonn gegeben. Der archivalische Nachlass befindet sich im Bundesarchiv Koblenz.

### Monografien und Sammelbände
- Industrie- und Betriebssoziologie (= Sammlung Göschen. Band 103). Walter de Gruyter, Berlin 1956 (vier Auflagen bis 1967; spätere Auflagen weitergeführt von Wolfram Burisch).
- Soziale Klassen und Klassenkonflikt in der industriellen Gesellschaft. Enke, Stuttgart 1957.
  - Class and Class Conflict in Industrial Society. Routledge, London 1959 (engl., zahlreiche Neuauflagen, im angelsächsischen Raum vielfach als Lehrbuch benutzt).
- Sozialstruktur des Betriebes – Betriebssoziologie. Gabler, Wiesbaden 1959.
- Über den Ursprung der Ungleichheit unter den Menschen. [1961].[24] Mohr (Siebeck), Tübingen 1966.
- Gesellschaft und Freiheit. Zur soziologischen Analyse der Gegenwart. Piper, München 1961.
- Die angewandte Aufklärung. Gesellschaft und Soziologie in Amerika. Piper, München 1962.
- Bildung ist Bürgerrecht. Plädoyer für eine aktive Bildungspolitik. Nannen, Hamburg 1965.
- Homo Sociologicus. Ein Versuch zur Geschichte, Bedeutung und Kritik der Kategorie der sozialen Rolle [Erstdruck 1965]. 16. Aufl. Mit einem neuen Vorwort. VS, Wiesbaden 2006, ISBN 3-531-31122-0.
- Gesellschaft und Demokratie in Deutschland. Piper, München / Zürich 1965.
- Konflikt und Freiheit. Auf dem Weg zur Dienstklassengesellschaft. Piper, München / Zürich 1972, ISBN 3-492-01782-7.
- Plädoyer für die Europäische Union. Piper, München 1973, ISBN 3-492-02038-0.
- Pfade aus Utopia. Arbeiten zur Theorie und Methode der Soziologie. Piper, München / Zürich 1974, ISBN 3-492-00401-6.
- Lebenschancen. Anläufe zur sozialen und politischen Theorie. Suhrkamp, Frankfurt am Main 1979, ISBN 3-518-37059-6.
- Die neue Freiheit. Überleben und Gerechtigkeit in einer veränderten Welt. Suhrkamp, Frankfurt am Main 1980, ISBN 3-518-37123-1.
- Die Chancen der Krise. Über die Zukunft des Liberalismus. DVA, Stuttgart 1983, ISBN 3-421-06148-3.
- Reisen nach innen und außen. Aspekte der Zeit. DVA, Stuttgart 1986, ISBN 3-421-06183-1.
- Fragmente eines neuen Liberalismus. DVA, Stuttgart 1987, ISBN 3-421-06361-3.
- Betrachtungen über die Revolution in Europa. DVA, Stuttgart 1990, ISBN 3-421-06579-9.
- Der moderne soziale Konflikt. Essay zur Politik der Freiheit. DVA, Stuttgart 1992, ISBN 3-421-06539-X.
- Liberale und andere: Portraits. DVA, Stuttgart 1994, ISBN 3-421-06669-8.
- LSE. A History of the London School of Economics and Political Science, 1895–1995. Oxford University Press, Oxford 1995, ISBN 0-19-820240-7 (englisch).
- Europäisches Tagebuch. Steidl, Göttingen 1995, ISBN 3-88243-370-1.
- mit János Kornai: Die Zukunft des Wohlfahrtsstaats. Neue Kritik, Frankfurt am Main 1996, ISBN 3-8015-0281-2.
- Liberal und unabhängig. Gerd Bucerius und seine Zeit. C. H. Beck, München 2000, ISBN 3-406-46474-2.
- Über Grenzen. Lebenserinnerungen. 4. Aufl. C. H. Beck, München 2002, ISBN 3-406-49338-6.
- Auf der Suche nach einer neuen Ordnung. Vorlesungen zur Politik der Freiheit im 21. Jahrhundert. C. H. Beck, München 2003, ISBN 3-406-50540-6.
- Der Wiederbeginn der Geschichte. Vom Fall der Mauer zum Krieg im Irak. Reden und Aufsätze. C. H. Beck, München 2004, ISBN 3-406-51879-6.
- Engagierte Beobachter. Die Intellektuellen und die Versuchung der Zeit. Passagen, Wien 2005, ISBN 3-85165-726-8.
- Versuchungen der Unfreiheit. Die Intellektuellen in Zeiten der Prüfung. C. H. Beck, München 2006, ISBN 3-406-54054-6.
- (mit anderen) Klimawandel und Grundeinkommen. Die nicht zufällige Gleichzeitigkeit beider Themen und ein sozialökologisches Experiment. Hrsg. von Maik Hosang. Mascha, München 2008, ISBN 978-3-924404-73-4.

### Artikel in Zeitungen, Zeitschriften und Sammelbänden
1971 publizierte Ralf Dahrendorf zwei Artikel in der Zeit unter Verwendung des Pseudonyms Wieland Europa, die sich kritisch mit dem Wirken der damaligen Institutionen der Europäischen Gemeinschaft auseinandersetzen.
- Wieland Europa: Über Brüssel hinaus. In: Die Zeit. Nr. 28/1971, S. 3.
- Wieland Europa: Ein neues Ziel für Europa. In: Die Zeit. Nr. 29/1971, S. 3.
- Gibt es noch Klassen? Die Begriffe der „sozialen Schicht“ und „sozialen Klasse“ in der Sozialanalyse der Gegenwart. In: Bruno Seidel, Siegfried Jenkner (Hrsg.): Klassenbildung und Sozialschichtung. Wissenschaftliche Buchgesellschaft, Darmstadt 1968, S. 279–296.
- Das Zerbrechen der Ligaturen und die Utopie der Weltbürgergesellschaft. In: Riskante Freiheiten. Individualisierung in modernen Gesellschaften. Hrsg. von Ulrich Beck, Elisabeth Beck-Gernsheim. Suhrkamp, Frankfurt am Main 1994, ISBN 3-518-11816-1, S. 421–436.
- An der Schwelle zum autoritären Jahrhundert. Die Globalisierung und ihre sozialen Folgen werden zur nächsten Herausforderung einer Politik der Freiheit. In: Die Zeit. Nr. 47/1997.
- Die globale Klasse und die neue Ungleichheit. In: Merkur. H. 11, November 2000.
- Grenzen der Demokratie – Essay. In: Die Welt. 20. Februar 2006.
- Schweigen der Freunde. In: Die Welt. 10. März 2006.
- Das Tausendjährige Reich? Über Bezichtigungen, Selbstbezichtigungen und deutsche Lebensgeschichten. In: Neue Zürcher Zeitung. 16. November 2006
- Bewegungsfreiheit – Anmerkungen zur Diskussion über Freiheit und Sicherheit. In: Neue Zürcher Zeitung. 18. August 2007.
- Nach der Krise: Zurück zur protestantischen Ethik? – Sechs Anmerkungen. In: Merkur. Nr. 720, Mai 2009 (online in Eurozine, 5. Mai 2009).

### Interviews
- Vincenzo Ferrari: Der Liberalismus und Europa. Piper, München/Zürich 1980, ISBN 3-492-02538-2.
- Holger Christman: Die Deutschen sind zu missmutig. In: Frankfurter Allgemeine Zeitung. 18. Oktober 2002.
- Ralf Dahrendorf, Dirk Lange, Volker Reinhardt: Politische Bildung. Interview mit Lord Dahrendorf. In: Dirk Lange, Volker Reinhardt (Hrsg.): Basiswissen Politische Bildung. Handbuch für den sozialwissenschaftlichen Unterricht. Band 1 und 2, Schneider Verlag Hohengehren, Baltmannsweiler 2021, jew. S. XVI-XX
- Antonio Polito: Die Krisen der Demokratie. Ein Gespräch. C. H. Beck, München 2003, ISBN 3-406-49460-9.
- Gunter Hofmann, Jan Ross: Deutsche Illusionen. In: Die Zeit. 27. Januar 2005.
- Susanne Lang, Jan Feddersen: „Der Minirock wurde nicht 1968 erfunden!“ In: Die Tageszeitung. 5. April 2008.
- Markus Verbeet, Alfred Weinzierl: Eine Bildungsrepublik kann am Mittagessen scheitern. In: Spiegel Online. 22. Oktober 2008.
- Harry Kreisler: Reflections of a Life in Science and Politics. In: University of California Television (UCTV): Conversations in History. 4. April 1989 (YouTube-Video, 50 min).

### Reden
- Engagierte Beobachter. Die Intellektuellen und die Versuchungen der Zeit. Jan Patočka-Gedächtnisvorlesung 2004. Passagen Verlag, Wien 2005, ISBN 3-85165-726-8.
- Die Mühlen der Demokratie mahlen langsam. Die Rede von Ralf Dahrendorf zum Tag der Deutschen Einheit 2006. In: Frankfurter Rundschau. 4. Oktober 2006.
- Anfechtungen liberaler Demokratien. Festvortrag zum zehnjährigen Bestehen der Stiftung Bundespräsident-Theodor-Heuss-Haus. Stiftung Bundespräsident-Theodor-Heuss-Haus (= Kleine Reihe, 19). Stuttgart 2007, ISBN 978-3-9809603-3-5.